# British Empire and Commonwealth Games 1958
De zesde British Empire and Commonwealth Games, een evenement dat tegenwoordig onder de naam Gemenebestspelen bekend is, werden gehouden van 18 tot en met 26 juli 1958, in Cardiff, Wales.
Een recordaantal van 35 teams nam deel. Debuterende teams waren Dominica, Gibraltar, Man, Jersey, Malta, Mauritius, Noord-Borneo (Sabah), Saint Vincent en de Grenadines, Sarawak, Sierra Leone en Singapore. Ghana nam voor het eerst als onafhankelijk land deel, de vorige deelname was als Goudkust. Van alle eerdere deelgenomen landen ontbraken alleen Bermuda en Noord-Rhodesië. Voor Zuid-Afrika zou de zesde deelname voorlopig de laatste zijn tot hun terugkeer op de editie van 1994, dit als gevolg van de apartheidpolitiek waardoor de deelname van Zuid-Afrika niet langer gewenst was.
Dezelfde negen sporten als op de edities van 1950 en 1954 werden beoefend.

## Deelnemende teams

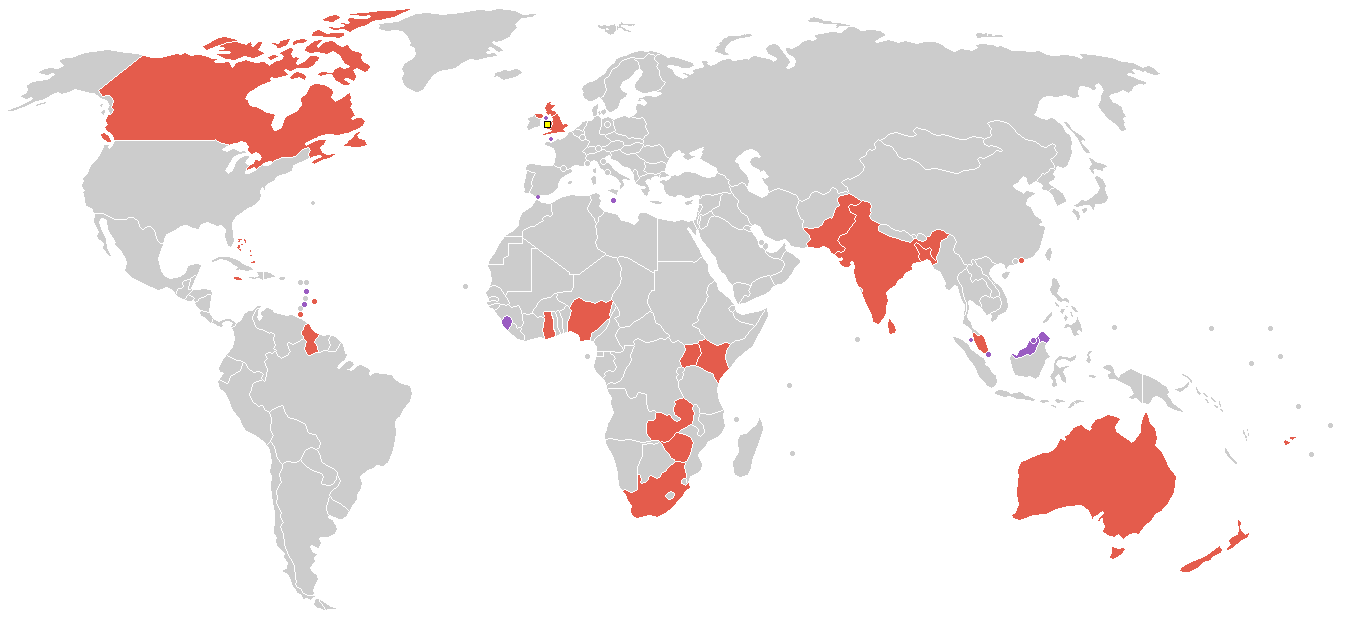
Deelnemende teams

## Sporten
| Sport                            | Onderdelen | Onderdelen | Onderdelen |
| Sport                            | Tot.       | M          | V          |
| -------------------------------- | ---------- | ---------- | ---------- |
| Atletiek                         | 29         | 20         | 9          |
| Boksen                           | 10         | 10         | 0          |
| Bowls                            | 3          | 3          | 0          |
| Gewichtheffen                    | 7          | 7          | 0          |
| Roeien                           | 6          | 6          | 0          |
| Schermen                         | 7          | 6          | 1          |
| Wielersport                      | 5          | 5          | 0          |
| Worstelen                        | 8          | 8          | 0          |
| Zwemsport Schoonspringen Zwemmen | 4 15       | 2 8        | 2 7        |
| Totaal                           | 94         | 75         | 19         |

## Medailleklassement
|        | Land               | Goud | Zilver | Brons | Totaal |
| ------ | ------------------ | ---- | ------ | ----- | ------ |
| 1      | Engeland           | 29   | 22     | 29    | 80     |
| 2      | Australië          | 27   | 22     | 17    | 66     |
| 3      | Zuid-Afrika        | 13   | 10     | 8     | 31     |
| 4      | Schotland          | 5    | 5      | 3     | 13     |
| 5      | Nieuw-Zeeland      | 4    | 6      | 9     | 19     |
| 6      | Jamaica            | 4    | 2      | 1     | 7      |
| 7      | Pakistan           | 3    | 5      | 2     | 10     |
| 8      | India              | 2    | 1      | 0     | 3      |
| 9      | Singapore          | 2    | 0      | 0     | 2      |
| 10     | Canada             | 1    | 10     | 16    | 27     |
| 11     | Wales              | 1    | 3      | 7     | 10     |
| 12     | Noord-Ierland      | 1    | 1      | 3     | 5      |
| 13     | Bahama-eilanden    | 1    | 1      | 0     | 2      |
| 13     | Barbados           | 1    | 1      | 0     | 2      |
| 15     | Malakka            | 0    | 2      | 0     | 2      |
| 15     | Nigeria            | 0    | 1      | 1     | 2      |
| 17     | Brits-Guiana       | 0    | 1      | 0     | 1      |
| 17     | Oeganda            | 0    | 1      | 0     | 1      |
| 19     | Zuid-Rhodesië      | 0    | 0      | 3     | 3      |
| 20     | Kenia              | 0    | 0      | 2     | 2      |
| 21     | Ghana              | 0    | 0      | 1     | 1      |
| 21     | Man                | 0    | 0      | 1     | 1      |
| 21     | Trinidad en Tobago | 0    | 0      | 1     | 1      |
| Totaal | Totaal             | 94   | 94     | 104   | 292    |

Atletiek · Boksen · Bowls · Gewichtheffen · Roeien · Schermen · Schoonspringen · Wielersport · Worstelen · Zwemmen
1930 ·
1934 ·
1938 ·
1950 ·
1954 · 
1958 · 
1962 · 
1966 ·
1970 · 
1974 ·
1978 ·
1982 ·
1986 ·
1990 ·
1994 ·
1998 ·
2002 ·
2006 ·
2010 ·
2014 ·
2018 ·
2022 ·
2026